# René Branquart
René Branquart (Hennuyères le 14 mai 1871 - Braine-le-Comte le 12 juin 1936) est un homme politique belge du POB et un militant wallon.

## Éléments biographiques
René Branquart est bourgmestre de Braine-le-Comte de 1927 à 1936. Il sera député socialiste de Soignies de 1899 à 1900, de 1902 à 1904 et enfin de 1912 à 1932. Il est en outre sénateur (élu par le Conseil provincial du Hainaut), de 1932 à sa mort.
Il s'engage dans l'activisme wallon dès avant la fin de la guerre.
Il fut sollicité pour soutenir les activistes wallons agissant en pays occupé mais s'y refusa catégoriquement. Il démissionne comme Jules Destrée de l'Assemblée wallonne en 1923. Il signe également le Compromis des Belges accords ratifiés par un grand nombre de parlementaires socialistes flamands et wallons sous la houlette de Camille Huysmans et Jules Destrée et qui préfigure les accords de 1932 sur la frontière linguistique et l'unilingisme régional. Il fut soutenu par L'union fédéraliste wallonne animée par Achille Chavée lors des élections législatives de 1929.
Comme Jules Destrée et Léon Troclet, il était un Wallon intransigeant[pourquoi ?] et partisan du fédéralisme dès avant 1914.